# Alberto Soro
Alberto Soro Álvarez (ur. 9 marca 1999 w Ejea de los Caballeros) – hiszpański piłkarz występujący na pozycji pomocnika w rumuńskim klubie FC Dinamo Bukareszt.

## Kariera
Soro dołączył do szkółki piłkarskiej Realu Saragossa w 2009. 14 maja 2017 zadebiutował w zespole rezerw, pojawiając się na boisku w drugiej połowie wygranego 3:0 meczu Tercera División z ADCF Épila. Swój profesjonalny debiut zaliczył natomiast 25 sierpnia 2018, zmieniając Diogo Verdascę podczas zremisowanego 0:0 spotkania Segunda División z CF Reus Deportiu. Pierwszego gola na szczeblu seniorskim zdobył 8 września tego samego roku, ustalając wynik meczu z Realem Oviedo na 4:0. 5 października 2018 podpisał nowy kontrakt z klubem, który miał obowiązywać do czerwca 2022. Jednocześnie został definitywnie przeniesiony do pierwszego zespołu.
26 lipca 2019 oficjalnie poinformowano, że Soro został nowym zawodnikiem Realu Madryt. Niemniej od razu po finalizacji transferu powrócił do Realu Saragossa w ramach rocznego wypożyczenia.

## Statystyki klubowe
Ostatnia aktualizacja: 20 sierpnia 2023
| Klub               | Sezon              | Liga  | Liga | Puchar krajowy1 | Puchar krajowy1 | Europa | Europa | Inne2 | Inne2 | Razem | Razem |
| Klub               | Sezon              | Mecze | Gole | Mecze           | Gole            | Mecze  | Gole   | Mecze | Gole  | Mecze | Gole  |
| ------------------ | ------------------ | ----- | ---- | --------------- | --------------- | ------ | ------ | ----- | ----- | ----- | ----- |
| Saragossa B        | 2016/17            | 1     | 0    | –               | –               | –      | –      | 2     | 0     | 3     | 0     |
| Saragossa B        | 2017/18            | 1     | 0    | –               | –               | –      | –      | –     | –     | 1     | 0     |
| Saragossa B        | Razem              | 255   | 64   | 0               | 0               | 0      | 0      | 2     | 0     | 4     | 0     |
| Saragossa          | 2018/19            | 29    | 2    | 2               | 0               | –      | –      | –     | –     | 31    | 2     |
| Real Madryt        | 2019/20            | 0     | 0    | 0               | 0               | –      | –      | –     | –     | 0     | 0     |
| Saragossa (wyp.)   | 2019/20            | 34    | 4    | 3               | 0               | –      | –      | 2     | 0     | 39    | 4     |
| Granada            | 2020/21            | 15    | 1    | 5               | 1               | 8      | 1      | –     | –     | 28    | 2     |
| Granada            | 2021/22            | 16    | 0    | 1               | 0               | –      | –      | –     | –     | 17    | 0     |
| Granada            | 2022/23            | 15    | 0    | 2               | 0               | –      | –      | –     | –     | 17    | 0     |
| Granada            | 2023/24            | 1     | 0    | 0               | 0               | –      | –      | –     | –     | 1     | 0     |
| Granada            | Razem              | 47    | 1    | 8               | 1               | 8      | 1      | 0     | 0     | 63    | 3     |
| Łącznie w karierze | Łącznie w karierze | 106   | 7    | 13              | 0               | 8      | 1      | 4     | 0     | 131   | 8     |